# Ecballium elaterium subsp. dioicum
Ecballium elaterium subsp. dioicum é uma subespécie de planta com flor pertencente à família Cucurbitaceae. 
A autoridade científica da subespécie é (Batt.) Costich, tendo sido publicada em Anales Jard. Bot. Madrid 45: 582 (1989).

## Portugal
Trata-se de uma subespécie presente no território português, nomeadamente em Portugal Continental.
Em termos de naturalidade é nativa da região atrás indicada.

## Protecção
Não se encontra protegida por legislação portuguesa ou da Comunidade Europeia.